# Aechmea bambusoides
Aechmea bambusoides là một loài thực vật có hoa trong họ Bromeliaceae. Loài này được L.B.Sm. & Reitz mô tả khoa học đầu tiên năm 1964.